# Carl Maria Holzapfel
Carl Maria Holzapfel (* 21. Oktober 1890 in Unna/Westfalen; † 31. Dezember 1945) war deutscher Kulturfunktionär in der Zeit des Nationalsozialismus.

## Leben
Carl Maria Holzapfel war der Sohn eines Kaufmanns. Die Familie wechselte während Holzapfels Kindheit mehrfach ihren Wohnsitz. Er besuchte Schulen unter anderem in Uerdingen, Brilon, Werl und Krefeld. Holzapfel verließ das Gymnasium nach der Obersekunda und begann eine Ausbildung zum Justizanwärter, die er nach seiner Eheschließung mit Hildegard Carnap († 1951), einer späteren Kommunistin, die sich allerdings danach den Nationalsozialisten anschloss, im Jahre 1913 abbrach. Er absolvierte eine Lehre als Buchhändler und führte zusammen mit seinem Bruder Adolf Holzapfel eine eigene Buchhandlung, die heute noch als Buchhandlung Holzapfel in Berlin-Zehlendorf existiert. Im Jahre 1915 nahm er als Soldat am Ersten Weltkrieg teil. Holzapfel wurde beim Einsatz an der Westfront schwer verwundet (Unterschenkelamputation) und führte nach seiner Genesung die gemeinschaftliche Buchhandlung Gebrüder Holzapfel weiter. 1924 ging er nach Berlin, wo er die Tätigkeit als Buchhändler nach einiger Zeit infolge der Weltwirtschaftskrise aufgeben musste. Ab 1928 arbeitete er für die Deutsche Lufthansa. Ab 1930 war er zusammen mit seinem Freund, dem Schriftsteller Reinhard Goering, Herausgeber des Deutschen Luftfahrt-Kalenders. Daneben veröffentlichte er erste literarische Arbeiten in Zeitungen und Zeitschriften.
Zum 1. Oktober 1930 trat Carl Maria Holzapfel der NSDAP bei (Mitgliedsnummer 334.218). Nach der nationalsozialistischen „Machtergreifung“ machte Holzapfel Karriere in der Kulturbürokratie des NS-Staates. Er bekleidete ein leitendes Amt im Reichsverband Deutsche Bühne und war schließlich ab 1937 stellvertretender Leiter der NS-Kulturgemeinde im Dienstbereich Kraft durch Freude des Amtes Rosenberg und dort zuständig für den Bereich Musik. Wegen seiner Verwundung konnte Holzapfel nicht aktiv am Zweiten Weltkrieg teilnehmen. Die Verfolgung seiner Kinder Marilene (die mit dem Schriftsteller Reinhard Goering verheiratet war und von diesem zwei Söhne hatte) und Siegfried, der mit systemkritischen Gruppen sympathisierte und u. a. deswegen seinen Studienplatz (Germanistik und Zeitungswissenschaften) verlor, durch die Gestapo, verhinderte Holzapfel nicht. Im Juni 1945 wurde er von der sowjetischen Besatzungsmacht in Berlin verhaftet. Über sein weiteres Schicksal ist nichts bekannt. Holzapfel gilt als verschollen. Sein Todesdatum wurde nach dem Verschollenheitsgesetz auf den 31. Dezember 1945 festgelegt.
Holzapfel schrieb vorwiegend Gedichte, die stark von seiner nationalsozialistischen Gesinnung und der Verehrung Adolf Hitlers geprägt sind. Schon bald geriet er mit seinem Sohn Siegfried in Konflikt, einem Dichter („Olaf Lunaris“), der seine NS-Epen heftig kritisierte. Seine Tochter Marilene wurde aufgrund ihrer Beziehung mit dem Industriellen und Nazigegner Oskar Rehn, der wegen seiner Attentatspläne auf Hitler ins Konzentrationslager Mauthausen verbracht wurde, bis zu dessen Tod im Juli 1942 wegen „Verdunklungsgefahr“ inhaftiert.
Seine Schriften Einer baut einen Dom… (Heyer, Berlin u. Leipzig 1934) und Hütet die Fahne! (Eichblatt, Leipzig 1937) wurden nach Ende des Zweiten Weltkrieges in der Sowjetischen Besatzungszone auf die Liste der auszusondernden Literatur gesetzt. Hingegen schrieb Holzapfel durchaus auch berührende Literatur wie Das musikalische Opfer über die Begegnung Friedrichs des Großen mit Johann Sebastian Bach in Potsdam.
Holzapfel beteiligte sich auch am Märchentheater für Kinder. Aus seiner Feder stammten eine Bearbeitung von Dornröschen(1940) und Vom Fischer und syner Frau(1942).

## Werke
- Frauen fliegen, Berlin 1931 (zusammen mit Käte Stocks und Rudolf Stocks)
- Einer baut einen Dom ..., Berlin [u. a.] 1934
- Liebesprobe, Berlin 1935
- Sechs Gedichte, Halle 1935
- Hütet die Fahne!, Leipzig 1937
- Das musikalische Opfer, Stuttgart [u. a.] 1937
- Das singende Herz, Halle 1937
- Vollbringen, Halle 1937
- Dornröschen, Berlin 1940
- Vom Fischer und syner Fru!, Berlin 1942